# Tetroncium magellanicum
Tetroncium magellanicum ist eine nur in Südamerika vorkommende Vertreterin der Einkeimblättrigen Pflanzen aus der Familie der Dreizackgewächse (Juncaginaceae). Von den anderen Vertretern der Familie unterscheidet sie sich durch die Diözie und die zweizähligen Blütenwirtel.

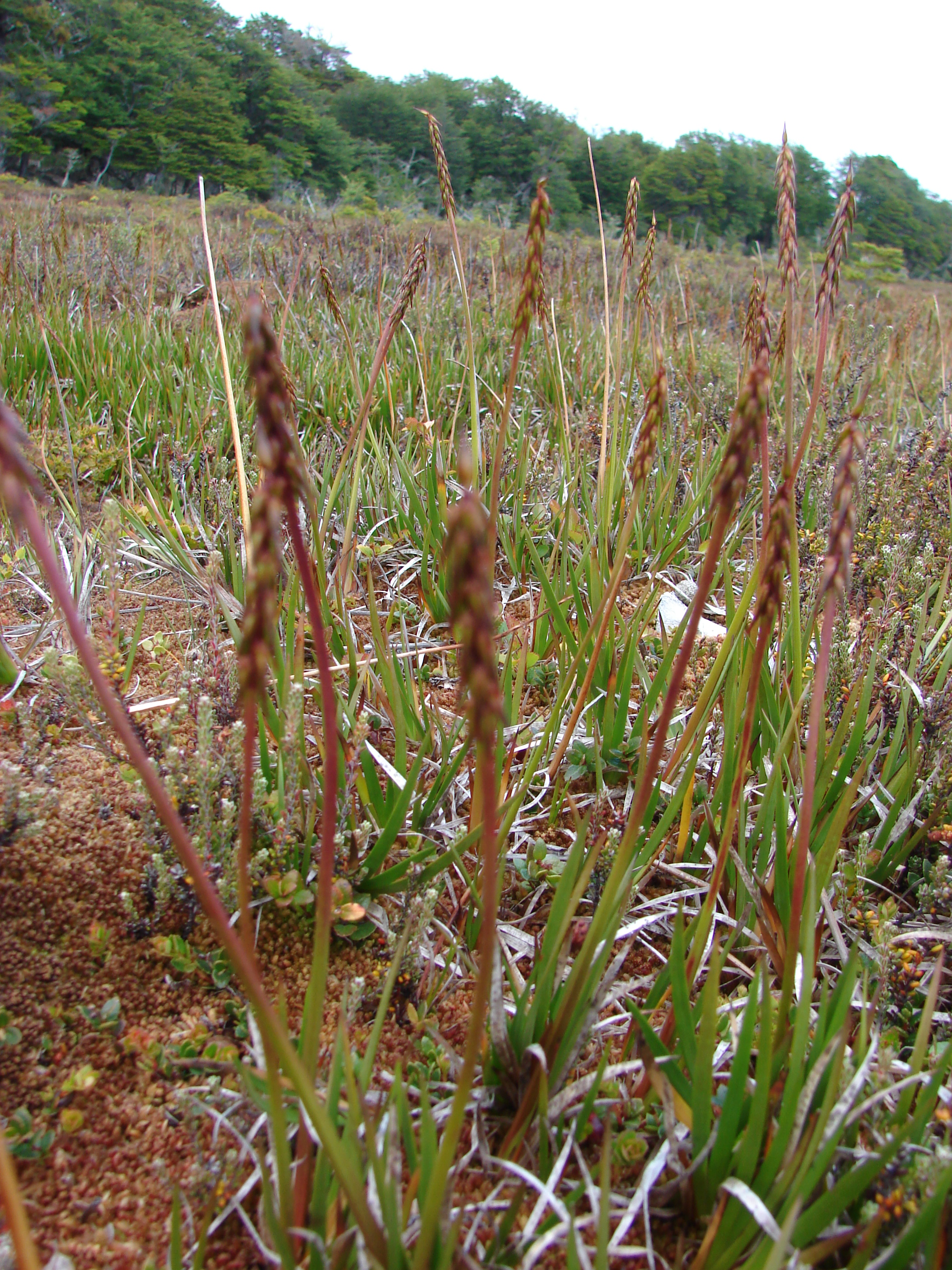
Tetroncium magellanicum am Standort im südlichsten Chile

## Merkmale

### Vegetative Merkmale
Tetroncium magellanicum ist eine ausdauernde, kahle Pflanze mit Rhizom. Sie wird 5 bis 25 (selten bis 35) cm hoch. Das Rhizom ist aufsteigend, bis 20 cm lang und hat einen Durchmesser von 2 bis 4 (selten bis 6) mm. An der Spitze bildet das Rhizom oberirdische Sprosse. Die Sprosse sind aufsteigend oder aufrecht und verzweigen sich nahe der Basis. Sie sind dicht mit braunen Blattresten bedeckt, zur Spitze hin stehen dicht die Blätter.
Die Blätter stehen zweizeilig (distich) und sind reitend (Schwertblatt). Sie sind einfach und linealisch-schwertförmig mit spitzem Ende. Sie sind 20 bis 100 (selten 15 bis 120) mm lang und 1,5 bis 3 mm dick. Sie sind steif und ledrig, an der Basis fehlen Ligula oder Blattöhrchen.

### Blütenstände und Blüten
Die Pflanzen sind zweihäusig getrenntgeschlechtig (diözisch), der Blütenstand steht an einem Schaft. Der Schaft ist aufrecht, 25 bis 200 (selten bis 250) mm lang. Die Blütenstände stehen endständig, sind dicht und rund 10 bis 50 mm lang. Die Ähren sind tragblattlos und bestehen aus bis zu 30 Blüten. Ein Blütenstiel fehlt oder ist maximal 0,5 mm lang.
Die männliche Blüte besitzt vier gelbliche Tepalen mit rötlich braunen Punkten. Sie sind konkav oder muschelförmig, breit ovat, spitz oder subobtus. Sie sind 1,2 bis 2 × 0,5 bis 1,5 mm groß. Die vier Staubblätter sitzen gegenüber den Tepalen und an deren Basis. Sie sind (fast) sitzend. Die Antheren sind gelblich und extrors. Der Pollen besteht aus Monaden, ist annähernd kugelig, inaperturat und besitzt eine reticulate Exine.
Die weibliche Blüte besitzt ebenfalls vier Tepalen, die denen der männlichen Blüte ähneln, aber schmäler, ovat bis ovat-lanzettlich sind. Es gibt vier Fruchtblätter, diese sind an der Basis bis etwa zur Hälfte miteinander verbunden. Jedes Fruchtblatt besitzt eine basale, anatrope Samenanlage. Die Griffel weisen voneinander weg.

### Früchte
Die Frucht ist vierfächrig, trocken, eine Schließfrucht. Die Farbe ist ein rötliches Braun. Sie ist schmal konisch mit langen, schnabelförmigen Griffeln. Sie ist 4 bis 8 (selten 10) mm lang und rund 1 mm breit. Sie ist glatt und meist einsamig. Die Samen sind anatrop, braun, schmal ovat und besitzen ein Endosperm.

## Verbreitung
Tetroncium magellanicum ist auf die Südhalbkugel beschränkt. Das Hauptareal liegt im südlichen Südamerika (Patagonien und Tierra del Fuego). Nach Norden reicht das Areal bis rund 40° südlicher Breite im westlichen Argentinien und bis rund 37° in Chile. Die nördlichsten bekannten Vorkommen liegen in den Nationalparks Nahuel Huapi in den Anden, Nahuelbuta und Chiloé in Chile. Weitere Vorkommen gibt es auf den Falkland-Inseln (West- und Ost-Falkland), jedoch fehlt die Art in der Lafonia-Region auf Ost-Falkland, wohl aufgrund der dortigen trockenen Sommer. Des Weiteren gibt es Vorkommen auf Gough Island im Südatlantischen Ozean, allerdings fehlt die Art auf den übrigen Inseln der Tristan-da-Cunha-Gruppe.

## Standorte und Ökologie
Tetroncium magellanicum wächst in verschiedenen Moortypen, bevorzugt in Sphagnum-Mooren und Hochmoor-Bulten. Diese Moore sind Teil der als "Magellanisches Moorland" bezeichneten charakteristischen Vegetation von Feuerland. Tetroncium magellanicum wächst häufig in den von Sphagnum magellanicum dominieren Hochmooren.
Tetroncium magellanicum kommt vor allem in den nasseren Bereichen vor, wo es oft zusammen mit Carex magellanica vorkommt. In den pazifischen Mooren, die von polsterbildenden Gefäßpflanzen dominiert sind, ist Tetroncium mit Astelia pumila, Donatia fascicularis oder Drosera uniflora vergesellschaftet.
Diese Moortypen sind von der Südspitze des Kontinents bis etwa 43° südlicher Breite weit verbreitet sowie von Meeresniveau bis zur Baumgrenze. In Mooren kommt sie auch weiter nördlich vor. In Südchile, wo die Moore sich mit subantarktischen immergrünem Wald mit Nothofagus betuloides, und weiter östlich, wo sich die Moore mit laubwerfendem Wald (Nothofagus pumilio und Nothofagus antarctica) abwechseln, kommt Tetroncium auch in Lichtungen und offenen Teilen dieser Wälder vor.
Auf den Falkland-Inseln wächst Tetroncium in Mooren, Zwergstrauchheiden und sauren Wiesen. Auf Gough Island ist sie eine der wenigen häufigen Blütenpflanzen in hochgelegenen Mooren.
Meist wächst die Art unterhalb von 500 m Seehöhe. Höhere Standorte bis in 1300 m Seehöhe sind nur vom nördlichsten Verbreitungsgebiet bekannt.
Tetroncium verträgt häufige und langandauernde Überschwemmungen. Teilweise ragen nur die oberen Blätter und die Blütenstände aus dem Wasser hervor. Die Standorte sind zudem extrem nährstoffarm.

## Systematik und Botanische Geschichte
Die Gattung Tetroncium Teil der Familie Juncaginaceae. Innerhalb der Familie ist sie die Schwestergruppe der beiden übrigen Gattungen, Triglochin und Cycnogeton.
Einziger Vertreter der Gattung ist Tetroncium magellanicum.
Art und Gattung wurden 1808 von Carl Ludwig Willdenow in Magazin für die neuesten Entdeckungen in der gesammten Naturkunde, Gesellschaft Naturforschender Freunde zu Berlin Band 2, Seite 17 erstbeschrieben anhand von Material, das Philibert Commerson in der Magellanstraße gesammelt hatte. Commerson hatte Louis Antoine de Bougainville 1766 bis 1769 auf dessen Weltumrundung begleitet. Das Material für die Erstbeschreibung hatte Willdenow von Martin Vahl aus Kopenhagen erhalten.
Die Art wurde in etlichen Berichten zu Forschungsreisen nach dem südlichen Südamerika erwähnt. Buchenau hat einiges zur Kenntnis der Art beigetragen. Dennoch galt auch 2013 noch die Aussage von P. Barry Tomlinson von 1982, dass über die Art eigentlich wenig bekannt ist. So fehlen etwa embryologische und karyologische Daten völlig, Blüten- und Fruchtentwicklung sind unbekannt. Über die Ausbreitungsmechanismen ist wenig bekannt.